# Rutidermatidae
Rutidermatidae is een familie van kreeftachtigen uit de klasse van de Ostracoda (mosselkreeftjes).

## Onderfamilies
- Metaschismatinae Kornicker, 1994
- Rutidermatinae Brady & Norman, 1896